# Craig Demmin
Craig Demmin (21 maggio 1971) è un ex calciatore trinidadiano, di ruolo difensore.
È il fratello gemello di Dwayne Demmin.